# Lieu historique national du Canada
Pour les autres articles nationaux ou selon les autres juridictions, voir Monument historique.

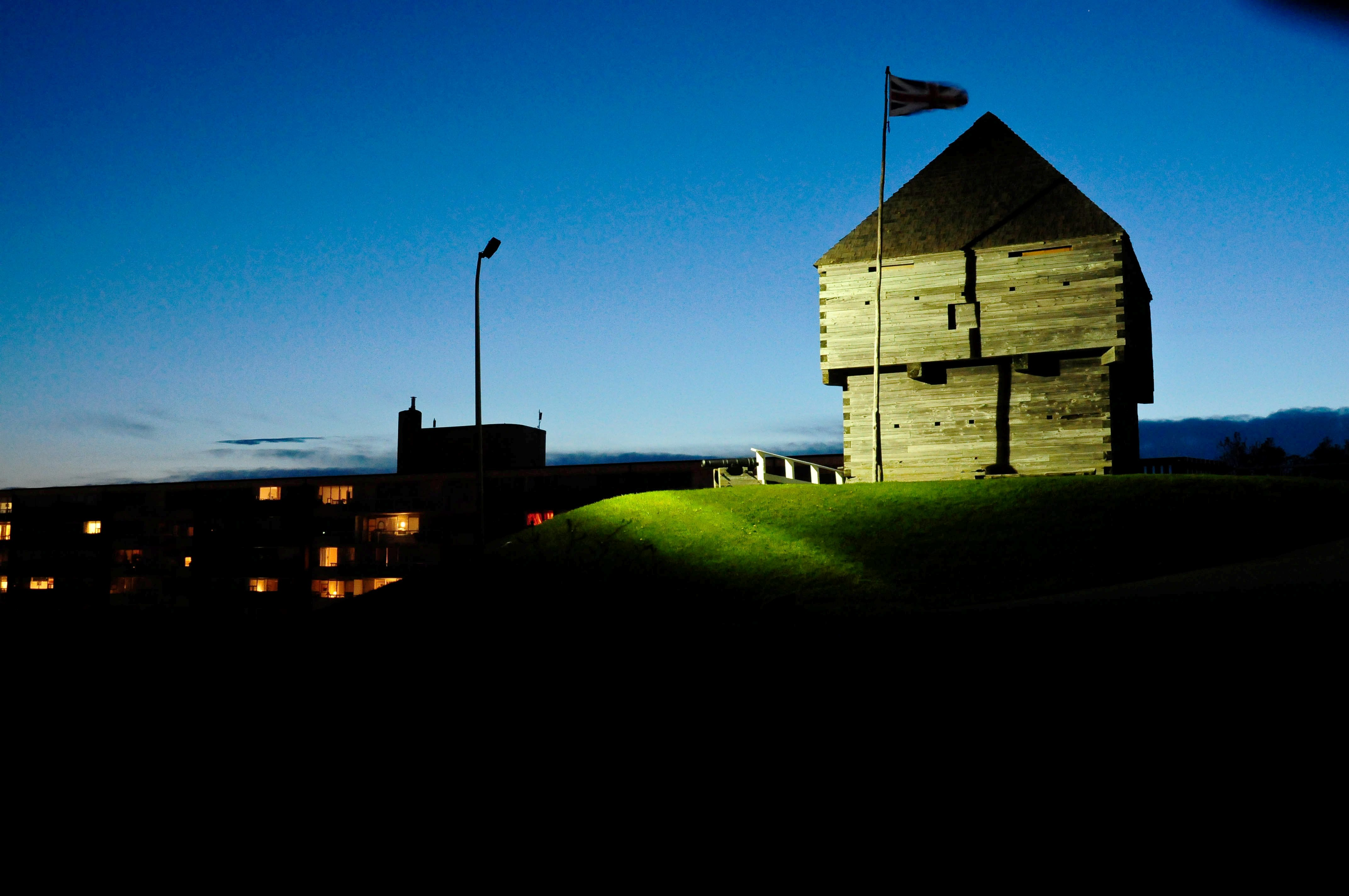
Le Fort Howe à Saint-Jean, sa désignation en tant que « parc historique national » en 1914 marque le début du réseau des lieux historiques nationaux.

Un lieu historique national du Canada (anglais : National Historic Site of Canada) est un endroit désigné par le ministère de l’Environnement du Canada avec l'avis de la Commission des lieux et monuments historiques du Canada. Parcs Canada, une agence fédérale, administre le programme de désignation d’importance historique nationale. En 2014, il y avait 971 lieux historiques nationaux, dont 167 sont directement administrés par Parcs Canada. Ils sont situés dans toutes les provinces et territoires du Canada à l'exception de deux lieux situés en France, le mémorial de Vimy et le mémorial terre-neuvien de Beaumont-Hamel,.
Le programme de désignation d’importance historique nationale comprend deux autres désignations apparentées : les Personnes d'importance historique nationale et les Événements d'importance historique nationale.

## Histoire

### Développement initial

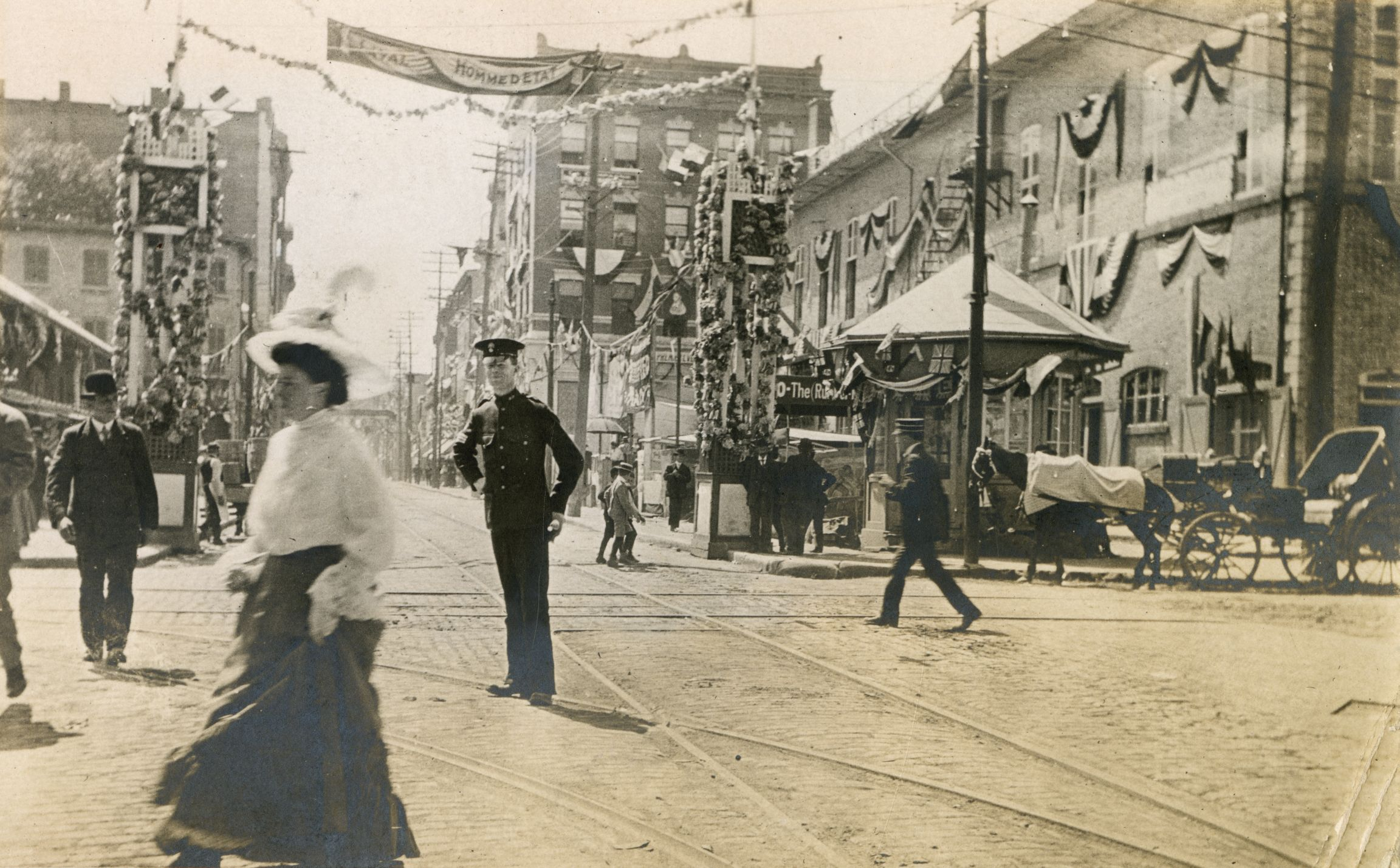
Les célébrations du tricentenaire de Québec marquent le point de départ des initiatives de préservation des sites historiques du pays.

L'émergence du nationalisme canadien à la fin du XIXe siècle et au début du XXe siècle a porté le gouvernement fédéral à mieux préserver ses sites historiques. Les festivités du tricentenaire de Québec en 1908 et l'établissement, la même année, de la Commission des champs de bataille nationaux pour préserver les plaines d'Abraham a encouragé les efforts du gouvernement du Canada à désigner et protéger les sites historiques à travers tout le pays. À la même époque le gouvernement avait pour ambition d'étendre son réseau de parcs nationaux dans l'est du pays. L'Est du pays n'avait pas de larges terres de la Couronne non développées comme dans l'Ouest canadien, alors la division des parcs du Dominion décida plutôt d'utiliser les attraits historiques comme prétexte de création de ses futurs parcs nationaux. En 1914, la division fit un recensement de divers sites historiques dans le but de créer de nouveaux espaces de loisir plutôt que de préserver la valeur historique. Le Fort Howe, à Saint-Jean (Nouveau-Brunswick) a été désigné en 1914. Il ne présentait pas vraiment un intérêt d'importance nationale, mais cette désignation a donné une raison pour acquérir le site et en faire un parc. Le Fort Anne, à Annapolis Royal reçut une désignation équivalente en 1917.
En 1919, William James Roche, le ministre de l'Intérieur, était préoccupé par la détérioration des vieux postes de traite de l'Ouest canadien et recevait des pressions des diverses sociétés historiques de tout le pays pour créer un financement et une aide du gouvernement fédéral pour la préservation et la commémoration des monuments historiques locaux. Au même moment le ministère de la Milice et de la Défense désirait transférer ses vieux forts à la division des parcs du Dominion. Roche demanda à James Harkin, le premier commissaire des parcs du Dominion, de développer une politique ministérielle du patrimoine. Harkin pensait que la division n'avait pas réellement l'expertise pour gérer les biens historiques; il était troublé par la faible valeur commémorative du Fort Howe, le premier parc historique national, et craignait que les aménagements du parc du Fort Anne soient incompatibles avec ses éléments patrimoniaux.

### Commission des lieux et monuments historiques du Canada

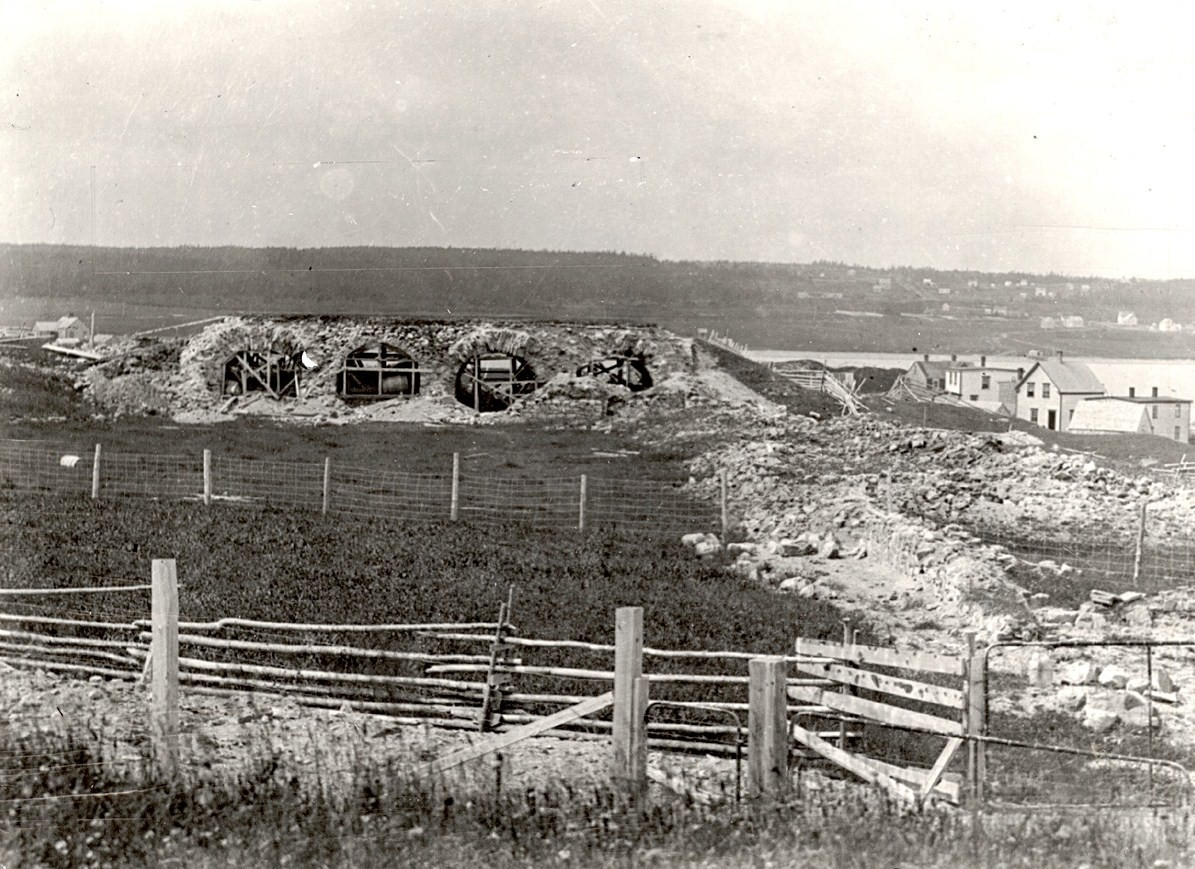
Le but initial du programme était strictement de commémorer plutôt que de préserver ou restaurer. La forteresse de Louisbourg a été désignée en 1920, mais la restauration de la forteresse n'a commencé qu'en 1961.

Sous la recommandation de Harkin, le gouvernement a créé la « Commission consultative pour la conservation des lieux historiques » en 1919 dans le but de conseiller le Ministre pour l'établissement de nouveaux lieux historiques nationaux. Le brigadier général Ernest Alexander Cruikshank (en), une sommité sur la guerre de 1812 et de l'histoire de l'Ontario, le premier président est demeuré en poste pendant 20 ans. Le premier site désigné et plaqué a été le site de la falaise dans le comté de Norfolk où deux sulpiciens, François Dollier de Casson et René Bréhant de Galinée ont pris possession du nord du lac Érié au nom de Louis XIV en 1670,.
En raison du manque de ressources, la Commission des lieux et monuments historiques du Canada s'est limitée elle-même qu'à ne recommander des sites et à privilégier la commémoration à la préservation. Benjamin Sulte, un membre de la commission, a écrit à Harkin en 1919 au sujet des ruines des forges du Saint-Maurice, démontrant sa préférence à l’installation d'une plaque sur la restauration du site : « La seule chose qui peut être faite de nos jours est de nettoyer les ruines jusqu'aux fondations et de planter un panneau au centre de la place »,.
Durant ses premières années la commission se contentait de commémorer les batailles, les personnes notables, la traite des fourrures et les grands événements politiques; elle visait à commémorer les « grands hommes et les grands événements » qui ont permis de bâtir la nation,. Sur les 285 lieux historiques nationaux désignés en 1943, 105 ont pour thème l'histoire militaire, 52 l'exploration et la traite des fourrures, et 43 des grands personnages (presque exclusivement des hommes). On était plus enclin à désigner des sites de l'Ontario que des autres régions du pays (certains membres de la commission pensaient même qu'aucun site de l'Île-du-Prince-Édouard ne méritait une désignation). La prééminence des sites dédiés à la guerre de 1812 et aux loyalistes était due à l’influence de Cruikshank, qui a établi une « palissade de plaques historiques le long du Saint-Laurent » commémorant la résistance face aux États-Unis. Les propositions de désigner des sites pour commémorer l'immigration des Juifs, des Noirs et des Ukrainiens étaient généralement rejetées,.

### Évolution du programme

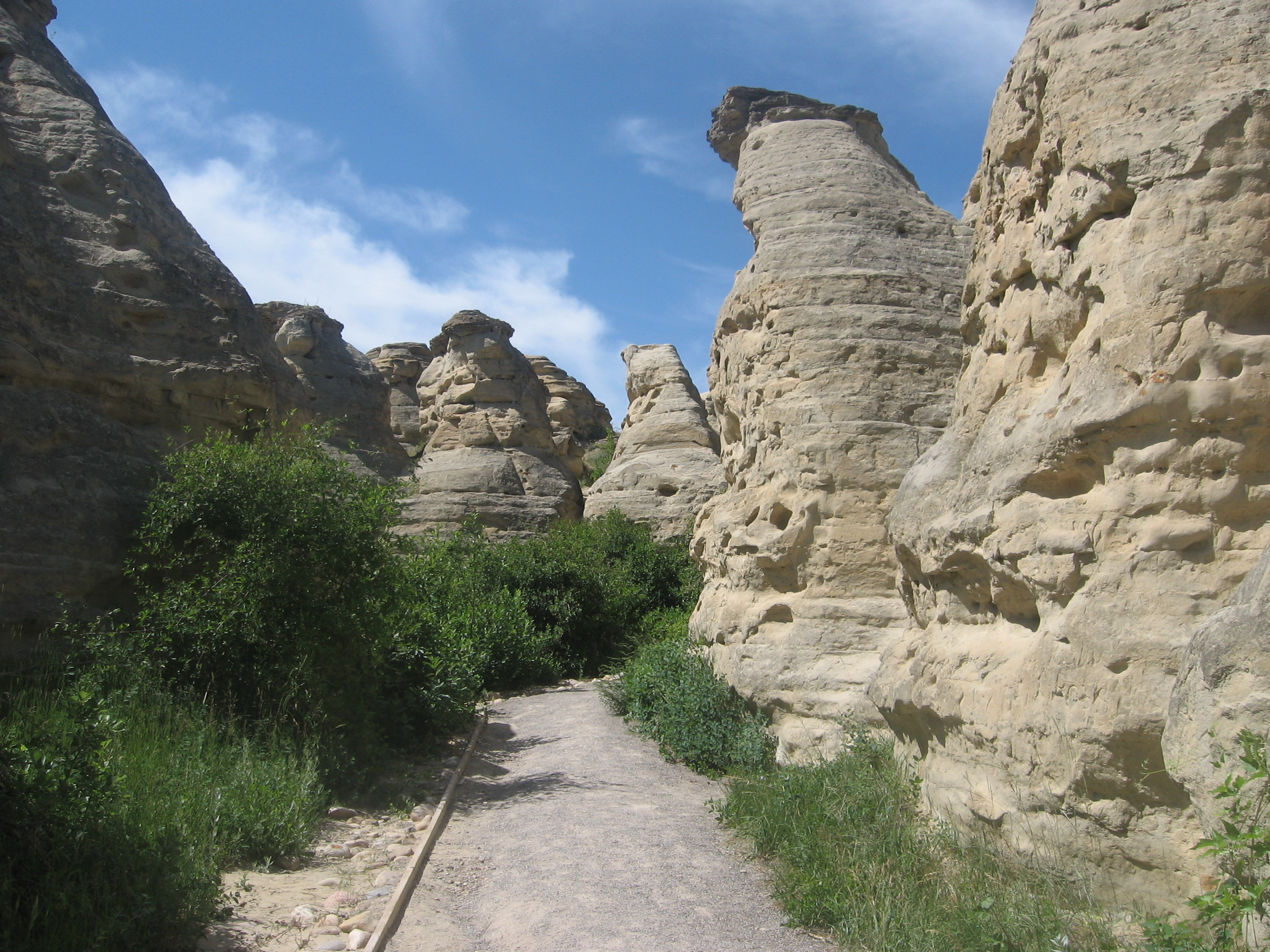
Áísínai’pi, un endroit de grande importance culturelle et spirituelle pour les Pieds-Noirs, a été désigné en 2006.

Le développement en taille du programme a changé avec le temps sa portée et sa nature. Durant les années 1930, l'intérêt du mouvement de la conservation du patrimoine est passé de la commémoration à la préservation et au développement. Ce changement a été particulièrement marqué en Ontario, où la commission des parcs du Niagara a restauré le Fort George et le Ministère des Transports de l'Ontario a restauré le Fort Henry. Il faut attendre la Grande Dépression pour que l'opportunité de la préservation du patrimoine intéresse le gouvernement fédéral. Bien que la commission n'ait pris aucun rôle – elle se contentait de commémorer – la division des parcs a utilisé les programmes de subventions aux travailleurs pour la restauration des vieux forts.
En 1943, le président par intérim de la commission, Frederic William Howay (en), a convaincu les autres membres de la commission d'élargir la nature des désignations. En 1951, la commission royale d'enquête sur l'avancement des arts, des lettres et des sciences au Canada a remarqué les déséquilibres dans le programme des lieux historiques nationaux et a recommandé de rendre le programme plus ambitieux avec une emphase sur l'architecture. En 1955, la Loi sur les lieux et monuments historiques a été amendée pour permettre la désignation des bâtiments selon leur architecture et leur âge, donnant un nouveau souffle au programme,. Les années 1950 ont aussi été le début du « grand projet » qui a atteint son apogée durant les années 1960, où le gouvernement fédéral a investi de grandes sommes dans la restauration de lieux historiques nationaux importants, comme la citadelle d'Halifax, la forteresse de Louisbourg, les fortifications de Québec et le centre historique de Dawson City.
Durant les années 1990, trois groupes ont été identifiés comme sous-représentés parmi les lieux historiques nationaux (soit les femmes, les autochtones et les minorités autres que celles d'origines française et anglaise) et les efforts ont été consentis pour améliorer la diversité des désignations,. Il s'agit aussi de l'époque où l'utilisation du terme « parc historique national », qui était utilisé par les plus grands lieux historiques nationaux a été abandonnée,,.

## Désignations

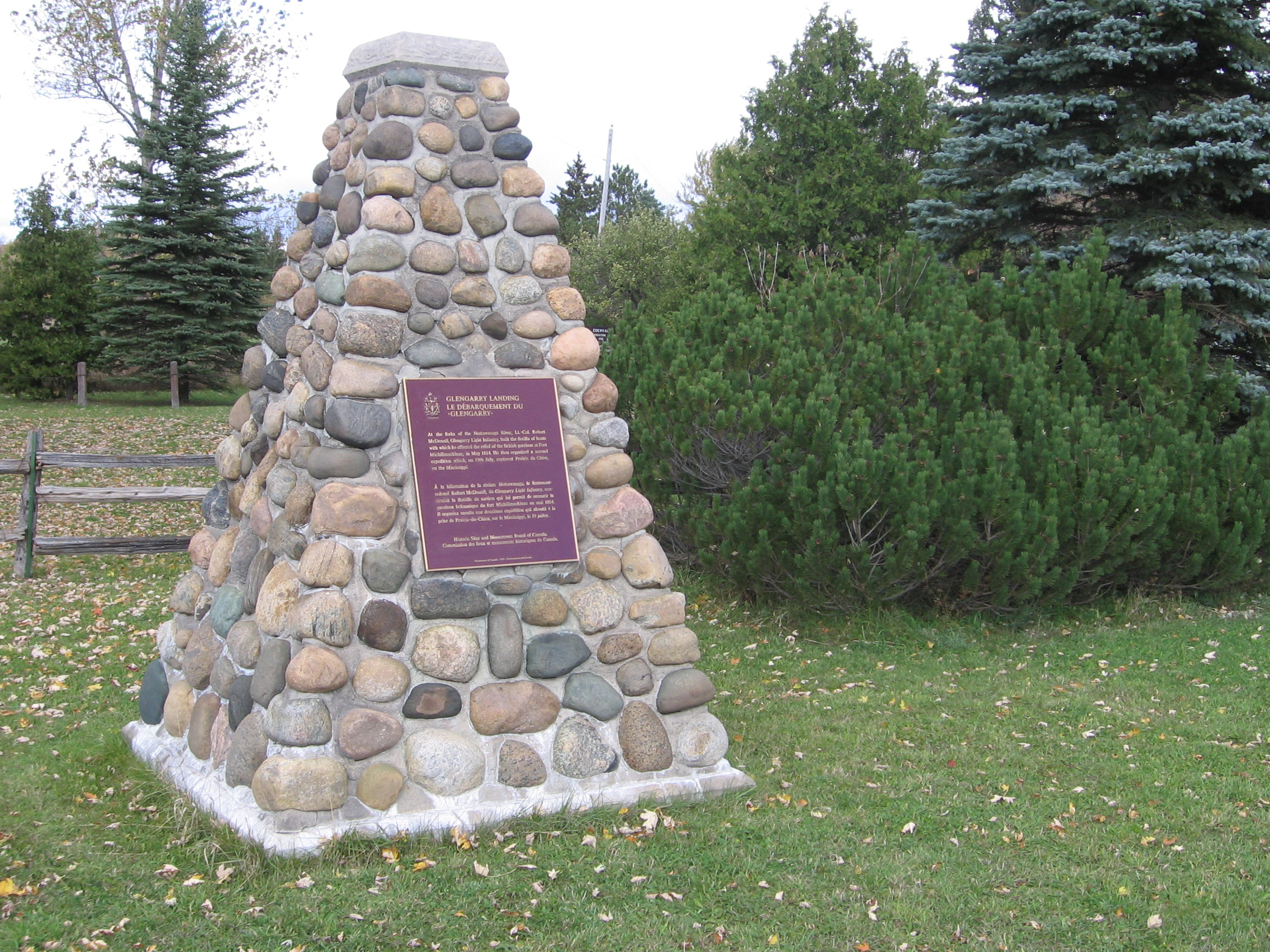
Une plaque posée sur un cairn était la première méthode des lieux historiques nationaux, comme pour celui de Glengarry Landing en Ontario.

Les lieux historiques nationaux sont désignés selon cinq grands thèmes : un territoire à peupler, gouverner le Canada, économies en développement, établir une vie sociale et communautaire et exprimer la vie culturelle et intellectuelle. Pour être désigné, un site doit correspondre au moins à l'un des quatre critères suivants :
- Illustrer une réalisation exceptionnelle par sa conception et son design, sa technologie ou son aménagement, ou représenter une période importante de l'évolution du Canada;
- Mettre en évidence ou symboliser, en tout ou en partie, une tradition culturelle, une manière de vivre ou de penser qui se sont avérées importantes pour l'évolution du Canada;
- Être associé, d'une matière évidente et significative, à une ou à plusieurs personnes considérées d'importance historique nationale;
- Être associé, d'une matière évidente et significative, à un ou à plusieurs événements considérés d'importance historique nationale[25].

La désignation d'un site comme lieu historique national n'offre aucune protection à ce dernier, puisque seules les provinces peuvent légiférer sur la protection de la propriété. Un site peut cependant être aussi reconnu au niveau provincial, et même municipal.
La méthode habituelle pour la commémoration des lieux historiques nationaux est l'installation d'une plaque de bronze ayant une inscription dans les deux langues officielles du pays. Durant les premières années du programme, les plaques étaient installées sur des cairns voués à cette fin. Plus tard, elles furent installées sur le bâtiment ou sur un socle. Les plaques peuvent être aussi rédigées dans une troisième langue si le site est lié à un peuple autochtone ou à une communauté ethnoculturelle.

## Liste des lieux historiques nationaux
| Province ou territoire                               | Nombre de LHN,     | LHN géré par Parcs Canada | Première désignation | Dernière désignation | Image                                                                               |
| ---------------------------------------------------- | ------------------ | ------------------------- | -------------------- | -------------------- | ----------------------------------------------------------------------------------- |
| Alberta                                              | 58                 | 14                        | 25 mai 1923          | 12 octobre 2004      | Lieu historique national de la Station-d'Étude-des-Rayons-Cosmiques-du-Mont-Sulphur |
| Colombie-Britannique                                 | 94                 | 13                        | 25 mai 1923          | 19 juillet 2011      | Lieu historique national du Col-Rogers                                              |
| Île-du-Prince-Édouard                                | 22                 | 5                         | 25 mai 1933          | 12 octobre 2004      | Lieu historique national du Cavendish-de-L.-M.-Montgomery                           |
| Manitoba                                             | 57                 | 9                         | 30 janvier 1920      | 19 juillet 2011      | Lieu historique national de La Fourche                                              |
| Nouveau-Brunswick                                    | 61                 | 8                         | 30 janvier 1920      | 19 juillet 2011      | Lieu historique national du Fort Beauséjour – fort Cumberland                       |
| Nouvelle-Écosse                                      | 87                 | 26                        | 30 janvier 1920      | 24 décembre 2008     | Lieu historique national de la Citadelle-d'Halifax                                  |
| Nunavut                                              | 12                 |                           | 24 avril 1964        | 6 juillet 1995       | Lieu historique national du Poste-de-pêche-à-la-baleine-de-l'Île-Kekerten           |
| Ontario (Kingston seul) (Ottawa seul) (Toronto seul) | 266 (21) (25) (36) | 37                        | 28 octobre 1919      | 19 juillet 2011      | Ber roulant de Big Chute sur la voie navigable Trent-Severn.                        |
| Québec (Montréal seul) (Québec seul)                 | 193 (59) (37)      | 30                        | 28 octobre 1919      | 19 juillet 2011      | Lieu historique national des Fortifications-de-Québec                               |
| Saskatchewan                                         | 44                 | 10                        | 25 mai 1923          | 20 avril 2009        | Lieu historique national de Batoche                                                 |
| Terre-Neuve-et-Labrador                              | 45                 | 9                         | 30 mai 1951          | 19 juillet 2011      | Lieu historique national de L'Anse aux Meadows                                      |
| Territoires du Nord-Ouest                            | 12                 | 1                         | 16 mai 1930          | 19 juin 2002         | Lieu historique national d'Ehdaa                                                    |
| Yukon                                                | 11                 | 5                         | 25 mai 1959          | 18 juillet 2002      | Lieux historiques nationaux du Klondike                                             |
| France (Étranger)                                    | 2                  |                           | 19 novembre 1996     | 22 septembre 1997    |                                                                                     |
| Total                                                | 963                | 167                       |                      |                      |                                                                                     |